# Edwin Baumgartner
 Edwin Hans Baumgartner (* 27. Juni 1961 in Wien) ist ein österreichischer Journalist, Autor und Komponist.

## Familie, Ausbildung und Berufsweg
Baumgartners Eltern waren der Offizier der deutschen Handelsmarine Erwin Baumgartner und die Agrarwissenschaftlerin Irmtraut Baumgartner. Nach der Matura an der Theresianischen Akademie in Wien studierte er Musikwissenschaft, Theaterwissenschaft und Germanistik an der Universität Wien.
Während seines Studiums begann er seine berufliche Tätigkeit bei der Wiener Zeitung als freier Mitarbeiter im Bereich Musikkritik. Seit 1992 war er bei der Wiener Zeitung Redakteur, zeitweise als Leiter der Kulturredaktion. In der Wiener Zeitung verfasste er auch die Kolumne „Theaterdonner“. Er war in der gedruckten Wiener Zeitung Redakteur des Feuilletons und wurde nach deren Einstellung 2023 als Redakteur in die Online-Ausgabe der Wiener Zeitung übernommen. Er ist auch Autor mit dem Schwerpunkt Horrorgeschichten.
Seit seinem 12. Lebensjahr kompositorisch tätig, setzte Edwin Baumgartner nach autodidaktischen Studien seine Kompositionsausbildung bei dem norwegischen Komponisten Antonio Bibalo fort. Über Lieder und Kammermusikstücke hinaus schrieb er mehrere Orchesterwerke, von denen sich „Traumzeit“, mit Aufführungen in Asien und Europa, als das erfolgreichste erwies.

## Kompositionen (Auswahl)
- Traumzeit (Orchesterwerk)[2]
- Laudes (Streichsextett)[2]
- Divertimento (Divertimento)[5]
- Divertimento Concertante (Divertimento)[5]
- Es ist ein gutes Land (Lied)[5]
- Fantastische Landschaft (Sonstiges)[5]
- Kleine Theresianische Festmusik (Orchesterwerk)[5]
- Kniffelreigen (Sonstiges)[5]
- Lieder nach Texten von Michael Guttenbrunner (Lieder)[5]
- Nachtmeerfahrt (Sonstiges)[5]
- Riddles and Songs (Lied)[5]
- Septemberpapst (Lied)[5]
- Sonate für Horn und Klavier (Hornsonate)[5]
- Sonate für Violoncello und Klavier, 1996 (Cellosonate)[5]
- Suite für Violoncello solo, 1992 (Suite)[5]

## Literarische Werke (Auswahl)
- Schmäh. Die Wiener Antwort auf die Dummheit der Welt. Claudius Verlag, München 2018, ISBN 978-3-532-62812-6.
- mit Ingrid Schramm und Doris Kloimstein: Nennen wir ihn Rumpelstilzchen. Geschichten vom Literatenstammtisch. Goldegg Verlag, Wien 2019, ISBN 978-3-99060-119-8.
- Wiener Wahn. Geschichten aus der Hauptstadt der Marotten. Claudius Verlag, München 2020, ISBN 978-3-532-62854-6.

## Auszeichnungen
- 2014 Goldener Maulwurf des Online-Magazins Der Umblätterer für den besten deutschsprachigen Feuilletonartikel[6]